# Emmanuel Félix de Wimpffen
Emmanuel Félix de Wimpffen (Laon, 13 settembre 1811 – Parigi, 26 febbraio 1884) è stato un generale francese, ricordato principalmente per il ruolo avuto durante la battaglia di Sedan.

## Biografia

### Le origini e la carriera militare
Nipote del generale francese Georges Félix de Wimpffen, che aveva servito fra la rivoluzione e l'imperatore Napoleone I, cadetto della École spéciale militaire de Saint-Cyr, maturò una lunga esperienza di servizio in Algeria, dove nel 1840 fu promosso capitano e nel 1847 comandante di battaglione.
Si distinse alla guerra di Crimea come colonnello di un reggimento di truppe algerine.  La sua condotta alla carica di Mamelon gli guadagnò il grado di generale di brigata.
Dal 1856 al 1859 guidò la brigata dei granatieri della Guardia imperiale.  Nella campagna d'Italia del 1859 (seconda guerra d'indipendenza italiana) era a Magenta a capo della fanteria della Guardia Imperiale al seguito di Patrice de Mac-Mahon e, anche lì, guadagnò una promozione sul campo a generale di divisione. Sino al termine della guerra venne distaccato al cosiddetto corpo di sbarco in Adriatico, fermato dalla pace di Villafranca.

### La guerra franco-prussiana
Dal 1859 al 1870 trascorse gran parte del suo servizio in Algeria, quale comandante della divisione di Orano.
Fu richiamato solo nel 1870, dopo le prime sconfitte francesi. All'indomani della battaglia di Beaumont il de Wimpffen venne inviato a sostituire il generale comandante del V corpo dell'Armata di Châlons, generale Pierre Louis Charles de Failly, là sconfitto.
Insieme all'ordine ministeriale di sostituzione del de Failly, il de Wimpffen recava con sé anche un secondo ordine ministeriale, che lo nominava comandante in caso di assenza del maresciallo Patrice de Mac-Mahon.
Caso volle che Mac-Mahon rimanesse ferito da un bombardamento due giorni dopo l'arrivo del de Wimpffen presso l'armata a Sedan e nel secondo giorno della tragica battaglia.
Alle 6:00 del mattino Mac-Mahon aveva trasmesso il comando al generale Auguste-Alexandre Ducrot. La stessa mattina esso venne rilevato dal de Wimpffen: il nuovo comandante assunse il comando alle 10:00, comandò una serie di disperati contrattacchi, senza risparmiare nessuno dei reparti a sua disposizione, assistette alla sconfitta, negoziò quindi con Napoleone III la resa e consegnò infine l'armata di Châlons ai prussiani.

### Epilogo

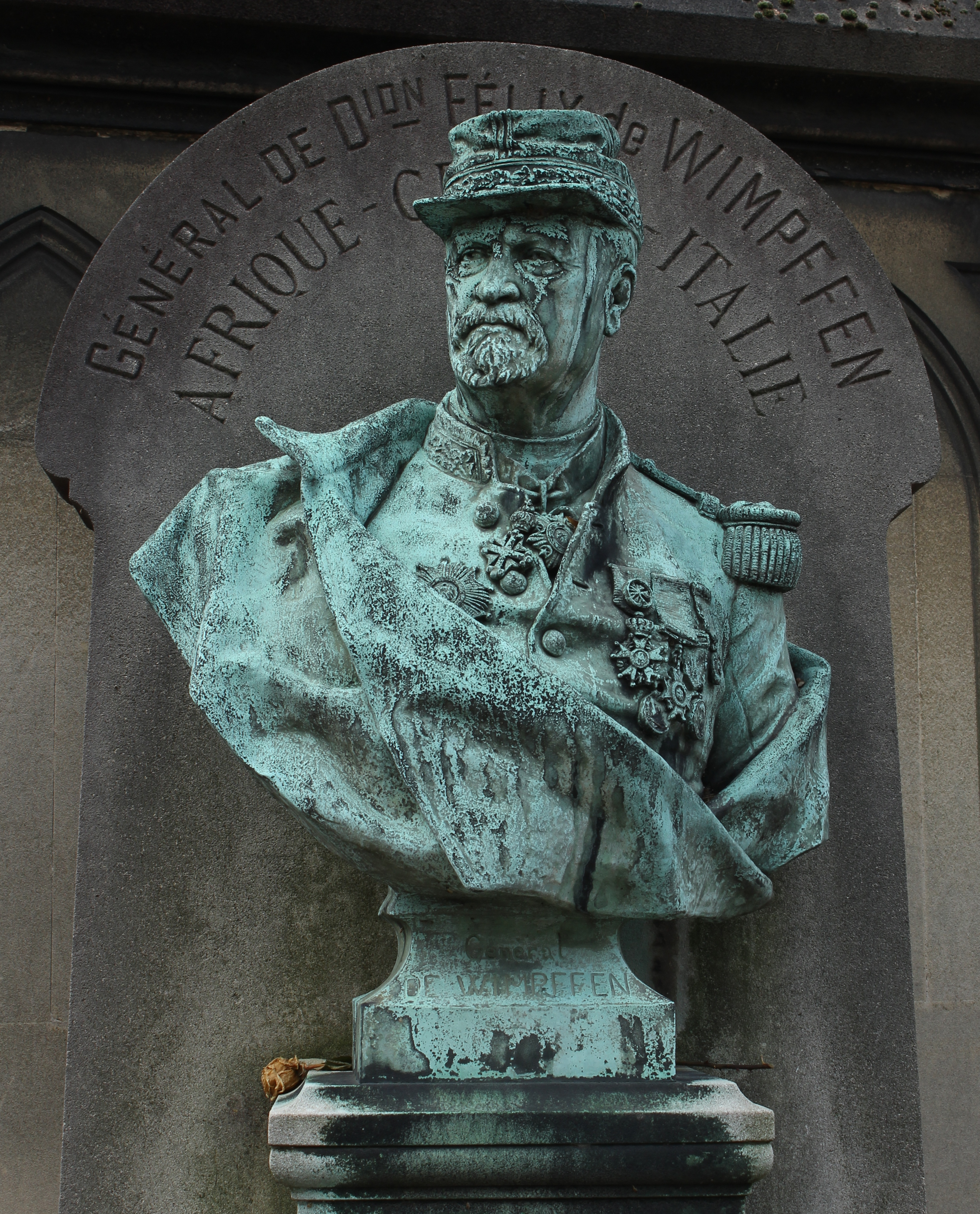
Il busto del generale Emmanuel Félix de Wimpffen presso la sua tomba al cimitero di Père-Lachaise a Parigi.

Dopo il rientro dalla prigionia, il de Wimpffen lasciò l'esercito il 20 aprile 1872 e si ritirò ad Algeri, per morire a Parigi nel 1884. Occupò questi anni a difendere la propria condotta a Sedan, con titoli quali Sedan (1871, recentemente ripubblicato), La Situation de la France, et les reformes nécessaires (1873) e La Nation armée (1875).